# Diário da Lua Negra
Diario da Lua Negra, ou Dark Moon Diary, o nome original, é um mangá norte-americano lançado pela TOKYOPOP e distribuído no Brasil pela On Line Editora.  A série de livros foi criada por Che Gilson e Brett Uher, com dois volumes.  Devido ao grande sucesso dos mangás no Brasil, a On Line Editora resolveu públicar ele junto com Orange Crows. 